# الخطاطبة
الخطاطبة إحدى قرى مركز السادات التابع لمحافظة المنوفية في جمهورية مصر العربية.

## التاريخ
قرية الخطاطبة من القرى الحديثة، وأصلها من توابع ناحية أبو نشابة، حيث فُصلت عنها سنة 1228هـ/1813م. وقد ذكرها علي مبارك في كتابه الخطط التوفيقية، فقال هي من قرى مديرية البحيرة بقسم النجيلة، وأن بها مقام لشيخ يدعى "عبد الرحمن البكري"، وتعداد أهلها 176 نسمة، وجملة أراضيها 498 فدان.

## السكان
بلغ عدد سكان الخطاطبة 23,830 نسمة، حسب الإحصاء الرسمي لعام 2006.